# Veliki komet iz leta 1577
Véliki komet iz leta 1577 ali C/1577 V1 je komet, ki so ga leta 1577 opazili na nebu. Komet je član Kreutzove družine kometov. Viden je bil tudi podnevi.
Točno ga je opisal tudi Tycho Brahe. Brache je pravilno ugotovil, da se komet giblje nad Zemljinim ozračjem.

## Opazovanja
Brahe je prvič opazil komet 13. novembra, kmalu po sončnem zahodu, ko se je vrnil z ribarjenja. Na skicah, ki so jih našli v njegovi zapuščini, je pokazal, da se komet giblje zelo blizu Venere. Uporabljal je še geocentrični sistem, ki ga je pozneje zamenjal heliocentrični. Mnogo njegovih ugotovitev je spodbudilo Johannesa Keplerja (1571 – 1630) pri ugotovitvah, da se planeti gibljejo po eliptičnih tirih.
Brache je pravilno ugotovil tudi, da koma vedno kaže proč od Sonca. Pravilno je ugotovil tudi, da je kometov tir dlje kot Lunin tir. Ocenjeval je, da je komet približno trikrat dlje kot Luna. Ni pa pravilno ocenil, kako daleč nad ozračjem se komet nahaja.
Te ocene je opravil na osnovi primerjave opazovanj, ki jih je opravil na otoku Hveen blizu Kopenhagna, z opazovanji neznanega astronoma v Pragi.
Braheove trditve, da so kometi nebesni pojav, so bile predmet znanstvenih razprav vse do 17. stoletja. Galileo Galilei (1564 – 1642) je trdil, da so kometi optični pojav. Štirje drugi astronomi (Helisaeus Roeslin, William IV, deželni grof iz Hesse-Kassela, Cornelius Gemma in Michael Maestlin) so tudi spoznali, da je komet dlje kot Luna.
- Tycho Brahe
- Braheova skica iz ene izmed njegovih beležnic prikazuje opaženi komet v letu 1577. Na skici je lega teles prikazana še v geocentričnem sistemu. Rep kometa pa je pravilno vedno usmerjen proč od Sonca.
- Richard Goodricke iz Ribstona, portret Cornelisa Ketla okoli 1578 s kometom desno zgoraj skupaj z latinsko frazo DEORSUM NUNQUAM (nikoli navzdol).